# 小行星17496
小行星17496（17496 Augustinus）是一颗绕太阳运转的小行星，为主小行星带小行星。该小行星于1992年2月29日发现。

## 轨道参数
小行星17496的轨道半长轴为2.3138862 UA，离心率为0.172。